# Scherparameter
Die Scherparameter eines Bodens oder Gesteins sind folgende Parameter für den Scherwiderstand, also für den Widerstand, den ein Festkörper einer Scherbelastung oder Schubspannung entgegensetzt:
- die Kohäsion {\displaystyle c}
- der Reibungswinkel {\displaystyle \varphi } bzw. sein Tangens {\displaystyle \tan \varphi }.

Sie gehören zu den geotechnischen Kennwerten der Bodenmechanik und Felsmechanik. Beide kann man in Scherversuchen z. B. mit einem Triaxialgerät oder Rahmenschergerät messen.
Die Scherparameter werden für geotechnische Nachweise im Baugrund von Bauwerken und auch für natürliche Böschungen sowohl im Lockergestein wie im Festgestein gebraucht:
- für Nachweise in der Erdstatik
- für Standsicherheitsnachweise in der Geotechnik einschließlich Tunnelbau
- für den Nachweis der Böschungsbruchsicherheit
- für den Nachweis gegen Grundbruch

usw.
Die Scherparameter sind auch die wichtigsten Parameter bei der Mohr-Coulombschen Bruchbedingung und anderen Bruchkriterien.